# Blood Red Shoes

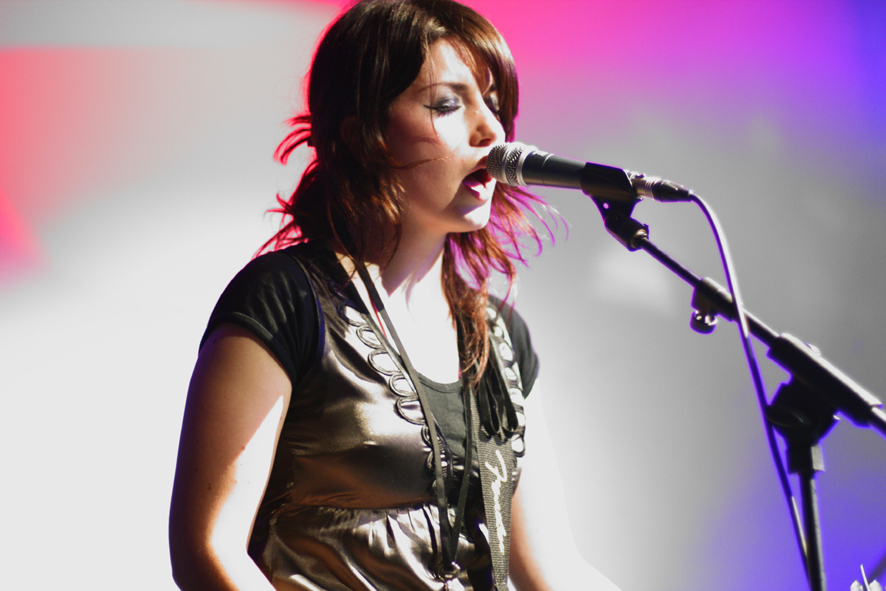
Laura-Mary Carter.

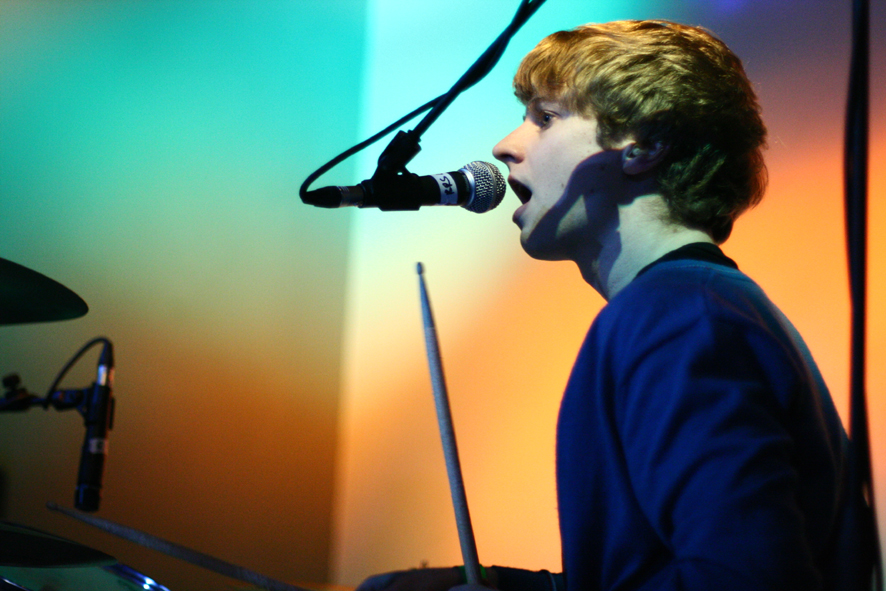
Steven Ansell.

Blood Red Shoes són un duo musical d'indie rock i rock alternatiu de Brighton (Anglaterra).

## Discografia
- "I'll Be Your Eyes", EP | V2 (2007)
- "Box Of Secrets", LP | Mercury Records (UK) / V2 (14-04-2008)
- "Fire Like This", LP | V2 (01-03-2010)
- "In Time To Voices", LP | V2 (26-03-2012)